# Calothamnus tuberosus
Calothamnus tuberosus är en myrtenväxtart som beskrevs av Trevor J. Hawkeswood. Calothamnus tuberosus ingår i släktet Calothamnus och familjen myrtenväxter. Inga underarter finns listade i Catalogue of Life.